# Martin Eden (film 2019)
Martin Eden è un film del 2019 diretto da Pietro Marcello, liberamente tratto dall'omonimo romanzo del 1909 scritto da Jack London.
È stato presentato in concorso alla 76ª Mostra internazionale d'arte cinematografica di Venezia, dove Luca Marinelli ha vinto la Coppa Volpi per la migliore interpretazione maschile.

## Trama
Martin Eden è un marinaio di Napoli con una grande fame di vita e un coraggio incontestabile. Per aver salvato Arturo Orsini da un violento pestaggio, Martin viene accolto con riconoscenza dalla famiglia dell'alta borghesia del ragazzo e presentato alla sorella Elena. È amore a prima vista, e il desiderio di "essere degno" di Elena spinge Martin a istruirsi (anzi, per usare le sue parole di marinaio fermo alla licenza elementare, di "impararsi") facendo tutto da solo, leggendo voracemente e assorbendo, con la sua grande intelligenza naturale, ogni dettaglio di ogni disciplina affrontata. Emerge così il suo talento più profondo: quello per la scrittura. Ma la scrittura, almeno inizialmente, non paga, perché gli sforzi letterari di Martin vengono rifiutati dalle redazioni che respingono ogni suo saggio, racconto o poesia, troppo nuovi e diversi per i gusti standardizzati. E per Elena e la sua famiglia borghese la mancanza di una "posizione" è un problema, o meglio, una pecca imperdonabile.

## Produzione
Le riprese del film sono cominciate nel maggio del 2018 a Napoli, Santa Maria la Fossa e Torre Annunziata.

## Distribuzione
Il film è stato presentato in anteprima il 2 settembre 2019 alla 76ª Mostra internazionale d'arte cinematografica di Venezia.
È stato distribuito nelle sale cinematografiche italiane da 01 Distribution a partire dal 4 settembre 2019, mentre verrà distribuito in quelle francesi da Shellac Distribution a partire dal 16 ottobre dello stesso anno.

## Accoglienza

### Critica
La critica cinematografica italiana ha accolto il film in modi diversi. Lo hanno recensito positivamente, tra gli altri, Paolo Mereghetti su Corriere.it, Emiliano Morreale su la Repubblica, Francesco Boille su Internazionale, Manuela Caserta su L'Espresso. Tra le stroncature quelle di Gianni Canova su FilmTv, Valerio Caprara su Il Mattino, Giulio Laroni sull'Avanti!, Mariarosa Mancuso su Il Foglio. Né positivo né negativo il parere di Marco Giusti su Dagospia.
Sight & Sound, prestigiosa rivista di cinema pubblicata dal British Film Institute, lo ha inserito nella sua classifica dei venti migliori film del 2019. Anche i critici cinematografici del New York Times, Manohla Dargis e A.O. Scott, inseriscono il film nelle rispettive liste dei dieci migliori film del 2020.

## Riconoscimenti
- 2019 - Mostra internazionale d'arte cinematografica[18][19]
  - Coppa Volpi per la migliore interpretazione maschile a Luca Marinelli
  - Premio Arca CinemaGiovani al miglior film italiano
  - Premio Pellicola d'oro al miglior maestro d'armi a Emiliano Novelli
  - Premio Pellicola d'oro al miglior sarto di scena a Gabriella Lo Faro
  - Candidatura per il Leone d'oro al miglior film
- 2019 - Toronto International Film Festival
  - Platform Prize
- 2020 - David di Donatello[20]
  - Migliore sceneggiatura non originale a Maurizio Braucci e Pietro Marcello
  - Candidatura per il miglior film
  - Candidatura per il miglior regista a Pietro Marcello
  - Candidatura per il miglior produttore a Pietro Marcello, Beppe Caschetto, Thomas Ordonneau, Michael Weber, Viola Fügen e Rai Cinema
  - Candidatura per il miglior attore protagonista a Luca Marinelli
  - Candidatura per il migliore autore della fotografia a Francesco di Giacomo
  - Candidatura per il miglior costumista a Andrea Cavalletto
  - Candidatura per il miglior acconciatore a Daniela Tartari
  - Candidatura per il miglior montatore a Aline Hervé e Fabrizio Federico
  - Candidatura per il miglior suono a Denny De Angelis, Simone Panetta, Stefano Grosso e Michael Kaczmarek
  - Candidatura per il David Giovani
- 2020 - European Film Awards[21]
  - Candidatura per il miglior film
  - Candidatura per il miglior regista a Pietro Marcello
  - Candidatura per il miglior attore a Luca Marinelli
  - Candidatura per la miglior sceneggiatura a Maurizio Braucci e Pietro Marcello
- 2020 - Ciak d'oro
  - Candidatura a miglior film[22]
  - Candidatura a miglior regista a Pietro Marcello[23]
  - Candidatura a migliore attore protagonista a Luca Marinelli[24]